# Параскева Грязниха
Параске́ва Грязни́ха — день в народном календаре славян, приходящийся на 14 (27) октября. В этот день женщины почитали Параскеву Пятницу, которую считали хранительницей женских традиций и целительницей болезней, «земляной и водяной матушкой».

## Другие названия
рус. Параскева Пятница, Параскевы-льняницы, Параскевы-трепальницы, Льняница, Порошиха, Прасковьи-трепальницы,; укр. День Параскеви-П'ятниці, свято Параски, Параски; бел. Параскі, Параскева Пяценка, Параскімка, Параскоўя, Назар, Параскева, Мікола, Сільван; полес. Параскева, Параскевия, Параски, Параскимка, Парасковея, Парашки, Перши Пятенки, Пятенки, Терновка; болг. Петковден, св. Петка, Петки, Пейчинден; макед. Петковден; серб. Петковица, Петковача, Света Параскева, Света Петка, Пеjчиндан.

## Обряды восточных славян
По одной из версий, на Параскеву Пятницу и её культ были перенесены некоторые черты главного женского божества восточнославянского пантеона — Мокоши. Также соотносится с Богородицей.
Параскева считается покровительницей женской зимней работы, в первую очередь, пряжи. С этого дня начинают мять и трепать лён: «мни и толки льны с грязнихи».
Главным содержанием этих праздников является соблюдение запретов на «женские» работы, а также жертвоприношения, хождения к источникам, молебны.
У белорусов-католиков и полещуков в этот день: «нельзя прясть, пахать, выносить золу и делать щёлок для стирки белья».
В Полесье существовала особая пятницкая икона: «Пятница такая икона тёмная. Тмяная, грусная сидить жэншчына да праде куделю».
Параскеву Пятницу считали «бабской святой» — «так как повсюду наши крестьянки считают её своей заступницей». Параскеве, так же, как и Богородице на Покров, девушки молились о замужестве: «Пятница, святая мученица Парасковея, пошли мне женишка-то поскорее!» (Архангельская губ.). А могли сделать наговор на гребёнку: «Стану я раба Божия (имя), гребёнку надевать, женихов к себе зазывать. Как пчёлки на мёд летят, на цветки глядят, так бы и ко мне женихи спешили. Во имя Отца и Сына и Святого Духа. Аминь». После наговора девушка носила гребёнку семь дней подряд.
Если какой стук ночью в бабьем куту слышался, то хозяйка, обходя с куделью или с пряжей углы дома, по-доброму ласково говорила:

Шум-шумок, ты чего спохватился?

Аль с радости? Аль с печали?

Коль на радости — стучи,

Коль на горе — молчи!

Приходи вчера!

## Поверье
Среди крестьян повсеместно рассказывалось поверье, будто молодая женщина Пятница ходит по земле и примечает, кто как живёт, соблюдает ли обычаи и пятничные запреты. Одних она наказывает, других милует и даже награждает.
"Попался ей раз навстречу по дороге работник, который отошёл от хозяина. Сел этот прохожий закусить, а к нему и напрашивается неведомая красавица, чтобы разделить с нею хлеб-соль. Поели они. «Вот тебе за то награда: иди в это село, найди там богатую девушку-сиротку, бери её за себя замуж. А я даю тебе сто лет веку». Он так и сделал. Жил он ровно сто лет, и пришла к нему Пятница с тем сказом, что пора-де умирать. Умирать не хочется: «Прибавь еще одну сотню!» Прибавила. Когда исполнился последний день второй сотни лет, она опять пришла. «Еще прибавь сотню!» Прибавила.
Жил-жил человек, и самому даже надоело, и такой он стал старый, что по всему телу мох вырос. Приходит святая Пятница и смерть с собой привела: «Ну, теперь пойдём. И вот тебе хорошее местечко здесь остаться». Место очень понравилось, но она повела на другое, которое ветхому старику ещё больше полюбилось. Когда привела его на третье, то отворила дверь и пихнула его прямо в ад и промолвила: «Когда бы ты помер на первой сотне лет своих, то жил бы в первом месте, на второй — на втором месте, а то в триста-то лет ты столько согрешил, что где же тебе и жить, как не у чертей в когтях?».

## Поговорки и приметы
- Параскева Пятница — бабья святая, «так как повсюду наши крестьянки считают её своей заступницей»[2].
- На грязнуху не бывает сухо[2].
- На грязниху большая грязь — четыре седмицы до зимы[2].
- Если грязь велика, лошадиное копыто заливается водой, то выпавший снег сразу устанавливает зимний путь[2].
- Мни и толки льны с грязнихи[16] .
- Мни лён доле и волокно будет доле[2].